# Clifton Gardens, New South Wales

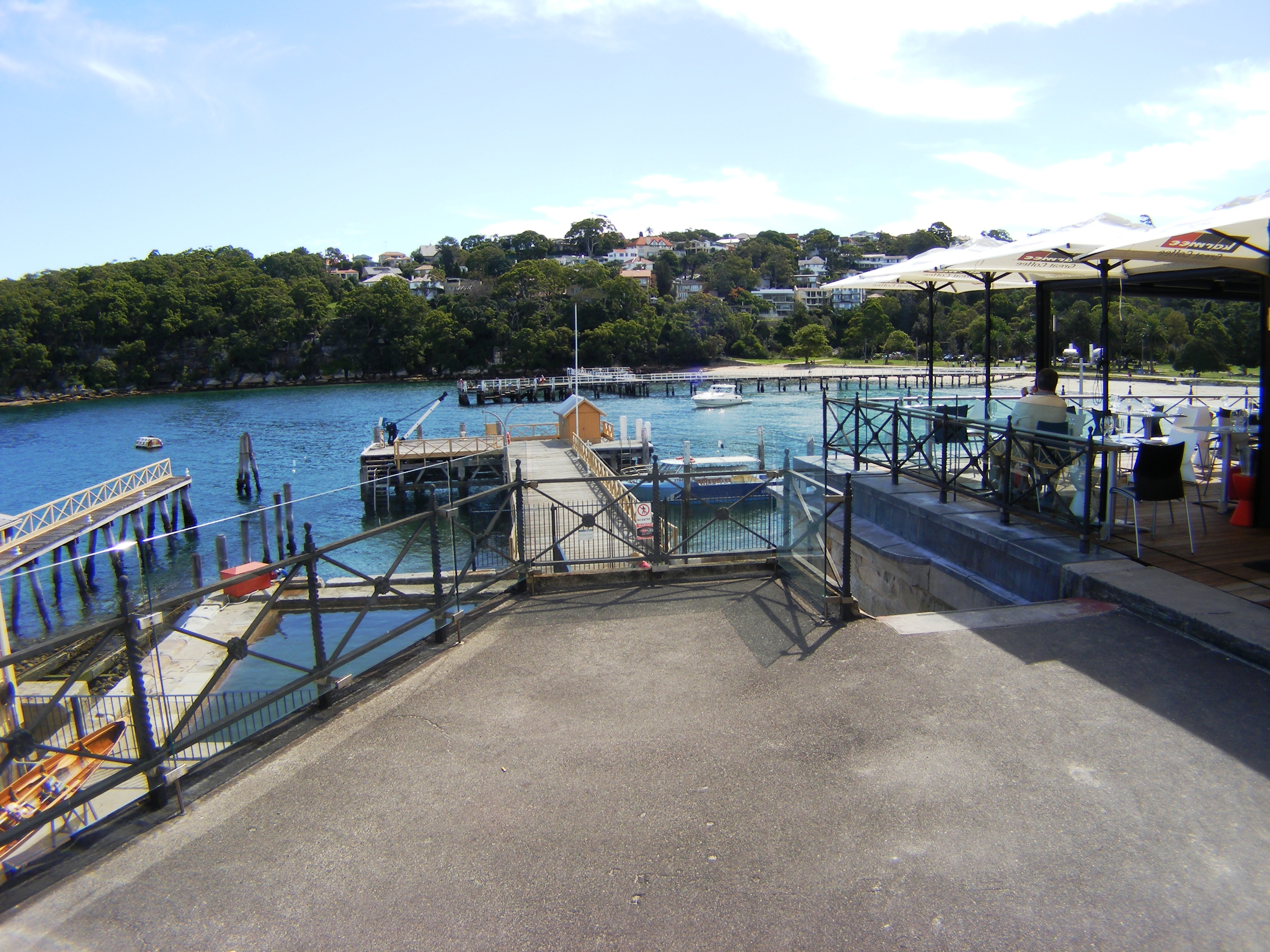
Clifton Gardens, Sydney

Clifton Gardens este o suburbie în Sydney, Australia.